# متی کواش
متی کواش (انگلیسی: Matěj Kovář؛ زادهٔ ۱۷ مهٔ ۲۰۰۰) بازیکن فوتبال اهل جمهوری چک است که برای باشگاه لورکوزن بازی می‌کند.
وی همچنین در تیم‌های ملی فوتبال زیر ۱۸، زیر ۱۹، زیر ۲۰ و زیر ۲۱ سال جمهوری چک بازی کرده‌است.

## دوران ملی
وی برای اولین بار، در ۸ سپتامبر سال ۲۰۲۱، پس از مصدومیت توماش واتسلیک به تیم ملی فوتبال جمهوری چک دعوت شد.